# Вильяльба, Фран
Франсиско Хосе Вильяльба Родриго (исп. Francisco José Villalba Rodrigo; 11 мая 1998 года, Валенсия, Испания) — испанский футболист, полузащитник клуба «Спортинг» (Хихон), выступающий на правах аренды за клуб «Малага».

## Клубная карьера
Фран родился в Валенсии и является воспитанником этого клуба. 1 августа 2014 года он, несмотря на щедрое предложение «Ливерпуля», подписал профессиональный контракт с основной командой «Валенсии» сроком на четыре года.
После подписания он стал выступать за вторую команду — «Валенсия Месталья». 1 февраля 2015 года, в возрасте 16 лет, он дебютировал за неё в поединке против «Олимпика де Хатива», выйдя на замену на 70-й минуте вместо Дани Рамиреса.
26 июня 2015 года Фран был вызван на сборы в основную команду для подготовки к новому сезону. Несмотря на то, что игры он продолжал проводить за «Месталью», на тренировках он работал с командой первой. 16 декабря 2015 года состоялся его дебют в большом футболе в поединке Копа дель Рей против «Баракальдо», где он во втором тайме заменил Андре Гомиша.
31 декабря он дебютировал в Ла Лиге, выйдя на замену на 87-й минуте вместо Дани Парехо в поединке с «Вильярреалом».

## Карьера в сборной
С 2014 года выступает за юношеские сборные Испании.